# کنتارو سوزوکی
کنتارو سوزوکی (انگلیسی: Kentaro Suzuki؛ زادهٔ ۲ ژوئن ۱۹۸۰) بازیکن فوتبال اهل ژاپن است.
از باشگاه‌هایی که در آن بازی کرده‌است می‌توان به باشگاه فوتبال توکیو وردی و باشگاه فوتبال آلبیرکس نیگاتا اشاره کرد.